# Javier Juliá
Javier Juliá (Tucumán, 14 de noviembre de 1970) es un director de fotografía argentino.

## Estudios
Javier Juliá estudió en la Universidad de Buenos Aires en el período 1989-1993 donde obtuvo una licenciatura en imagen y sonido. Además estudio en la Universidad del Cine donde se especializó en la fotografía cinematográfica durante el período 1991-1995.

## Trayectoria profesional

### Fotografía en cine
| Año  | Película             | Director       | Nota         |
| ---- | -------------------- | -------------- | ------------ |
| 2012 | El último Elvis      | Armando Bó     |              |
| 2014 | Relatos salvajes     | Damián Szifron |              |
| 2015 | Papeles en el viento | Juan Taratuto  |              |
| 2016 | Lifeline             | Armando Bó     | Cortometraje |
| 2017 | Hot Summer Nights    | Elijah Bynum   |              |
| 2017 | La cordillera        | Santiago Mitre |              |
| 2018 | Animal               | Armando Bó     |              |
| 2022 | Argentina, 1985      | Santiago Mitre |              |
| 2023 | Blondi               | Dolores Fonzi  |              |
| 2023 | Misántropo           | Damián Szifron |              |

### Fotografía en televisión
| Año  | Serie           | Director      | Nota |
| ---- | --------------- | ------------- | ---- |
| 2014 | Bien de familia | Jorge Gaggero |      |

## Premios
- Premios Konex
  - 2021: Iluminación de la década (2011-2020).